# Ludovico de Filippi
Ludovico de Filippi (Torino, 27 settembre 1872 – Lisignano, 16 novembre 1918) è stato un marinaio e aviatore italiano.
Capitano di vascello della Regia Marina, fu uno dei pionieri dell'aviazione di marina italiana, e comandante della portaidrovolanti Elba durante la prima guerra mondiale.

## Biografia
Nacque a Torino il 27 settembre 1872, e dopo essersi arruolato nella Regia Marina frequentò la Regia Accademia Navale di Livorno, da dove uscì con il grado di sottotenente. Scalò la gerarchia militare fino ad ottenere il grado di capitano di corvetta, ed appassionatosi al mondo dell'aviazione frequentò la scuola di volo di Mourmelon-le-Grand, Francia, dove conseguì il brevetto di pilota numero 5 sul proprio velivolo "Farman" il 4 luglio 1910.

### L'aviazione della Regia Marina
Dopo la fine della Guerra di Libia la Regia Marina decise di dotarsi di un proprio servizio aeronautico, ed egli fu promotore dell'iniziativa in quanto ricopriva l'incarico di vice ispettore dei Servizi Aeronautici.
Nel luglio 1912 fu mandato, insieme ad altri quattro colleghi, presso la scuola di volo Curtiss di Juan-les-Pins per addestrarsi all'uso degli idrovolanti.
Nell'ottobre dello stesso anno il Ministero della Guerra decise di costituire, in località Canale delle Vergini, una "Sezione Idroplani" in difesa della Piazza d'Armi di Venezia. Tale iniziativa venne finanziata dall'Ufficio di Ispezione dei Servizi Aeronautici. A partire dal mese di dicembre fu in forza alla "Sezione Idroplani" effettuando numerosi voli su velivolo Paulhan-Curtiss. Nel febbraio 1913 fu istituita presso l'Arsenale di Venezia la Scuola Militare di Idroaviazione, e il 25 aprile successivo la nuova Squadriglia Idrovolanti "San Marco", dotata inizialmente di sette velivoli. 
Il 2 giugno partecipò, insieme agli altri piloti della Scuola, all'intercettazione in mare aperto dell'incrociatore da battaglia tedesco Goeben, accompagnato da quello leggero Strassburg, che si recava in visita ufficiale a Venezia.

### La prima guerra mondiale
Nel 1915 assunse il comando, con il grado di capitano di fregata, della Regia Nave Elba, un incrociatore protetto trasformato in portaidrovolanti della Regia Marina. Nei primi mesi dell'anno la nave fu trasferita da Venezia a Brindisi, con compiti di vigilanza sul settore del basso Adriatico. 
Dopo l'entrata in guerra dell'Regno d'Italia, il 24 maggio 1915, la nave fu trasferita a Taranto per organizzare le forze aeree della marina in quel porto. In seguito divenne Capo dell'Ispettorato dei sommergibili e dell'aeronautica della Regia Marina. In tale veste, nel dicembre 1917, prese accordi con il Lieutenant John Lansing Callan dell'US Navy in vista della costituzione di una scuola di volo per piloti americani a Bolsena, che fu inaugurata ufficialmente il 21 febbraio 1918. Nel corso del 1918 assunse il comando dell'esploratore Cesare Rossarol.

### Il naufragio delCesare Rossarol
Il 16 novembre 1918, poco dopo il termine del conflitto, salpò con la sua nave da Pola per una missione speciale diretta a Fiume. Alle ore 12:40 la nave si trovava in prossimità di Lisignano quando urtò una mina a circa un miglio dalla costa, in prossimità di Capo Merlera. La nave si spezzò in due tronconi e prese rapidamente ad affondare. Il comandante De Filippi cedette il suo salvagente ad un marinaio che non sapeva nuotare e che lo implorava di non abbandonarlo avendo egli moglie e figli da mantenere. Pur potendosi salvare non esitò a cedere il salvagente al marinaio, ma purtroppo scompare tra i flutti. Per il suo gesto di grande generosità e sacrificio venne insignito della medaglia d'argento al valor militare con Decreto Luogotenenziale del 17 maggio 1919.
In memoria del capitano di vascello De Filippi la Regia Marina gli intitolò una batteria costiera costruita nei primi anni trenta a Capo Enfola, sull'Isola d'Elba, armata con 5 pezzi da 152/45, e dipendente dal Comando FAM di Portoferraio, sito nel forte Falcone.

### Annotazioni
1. ↑  Si trattava dei tenenti di vascello Guido Scelsi e Manlio Ginocchio e dei sottotenenti di vascello Giovanni Roberti di Castelvero e Giuseppe Garassini Garbarino.
2. ↑  Il trasporto di un ufficiale jugoslavo che doveva parlare con gli irregolari serbo-croati affinché non ostacolassero l'occupazione italiana della città.
3. ↑  Gli austro-ungarici non avevano ancora fornito al comando italiano la posizione, e l'estensione, dei campi minati della zona.
4. ↑  Dal rapporto scritto il 3 dicembre 1918 dal contrammiraglio Paladini ed inviato al comando in capo della squadra di battaglia ed a quello dell'Armata navale: ….ed il mio pensiero va in questa circostanza alle vittime del "Rossarol", fra cui primeggia quella del compianto comandante De Filippi, che, stando ancora sulla plancia rovesciata, incuteva coraggio alla gente, dando consigli ed ordinando di buttarsi a mare e di non disperare essendo la terra assai vicina, e, che trovandosi poco dopo in acqua, munito di un comune salvagente, con il quale assai probabilmente avrebbe potuto mantenersi a galla, non esitò un istante a privarsene e farne dono ad un marinaio, che gli rivolgeva supplicante la preghiera di non abbandonarlo avendo moglie e figli esempio sublime di eroismo, di abnegazione, di sicura rinunzia alla vita per la salvezza dei suoi dipendenti….
5. ↑  Battezzata Regia Batteria Ludovico de Filippi.

### Fonti
1. 1 2 3  Antonellini 2008, p. 97.
2. ↑  Cross & Cockade, the Society of World War I Aero Historians (1978), Cross & Cockade journal, vol. 19, p. 233, OCLC 3776345.
3. ↑  Antonellini 2008, p. 16.
4. ↑  Lando 2014, p. 34.
5. 1 2  Lando 2014, p. 35.
6. ↑  Fraschetti 1986, p. 31.
7. ↑  Galuppini 2010, p. 25.
8. ↑  Lando 2014, p. 37.
9. 1 2  Antonellini 2008, p. 206.
10. ↑  Antonellini 2008, p. 98.
11. ↑  Antonellini 2008, p. 245.
12. ↑  Albo d’oro della R. Accademia navale, Alfieri & Lacroix editori, Milano 1919.